# Spaans Dorp
Het Spaanse Dorp (Poble Espanyol) is een openluchtmuseum rond architectuur op de Montjuïc in Barcelona, Spanje. Het is een omvangrijk museum dat hedendaagse kunst, architectuur, ambachten en gastronomie combineert. Het museum toont 117 gebouwen op ware grootte die een Spaans dorp vormen met straten, huizen, parken, een theater, een school, restaurants en ambachtelijke werkplaatsen.

## Geschiedenis
Het museum werd voor de wereldtentoonstelling van 1929 gebouwd als een bouwkundig en culturele staalkaart. Het idee, aangebracht door de Catalaanse architect Puig Cadafalch, werd gerealiseerd door de architecten Francesc Folguera en Ramon Reventós, ondersteund door de kunstcriticus Miquel Utrillo en de kunstschilder Xavier Nogués. De vier vakmensen verzamelden het iconografisch materiaal gedurende een rondreis. Met iconografie is het mogelijk om te bestuderen wat het geheim is achter een bouwwerk. Tijdens de rondreis maakten ze honderden foto's, notities en tekeningen zodat ze de essentie van elke streek konden vatten.

## Omschrijving
Het was de bedoeling dat het Spaanse Dorp zou worden gesloopt, maar het dorp bleek na de Wereldtentoonstelling nog voldoende bezoekers aan te trekken om het te sparen. In het dorp tonen meer dan dertig ambachtslieden hun werkzaamheden, zoals glasblazen, leerlooien, mandenvlechten, en het maken van keramiek, sieraden en Spaanse gitaren. Er zijn winkels die goederen exclusieve, met de hand gemaakte artikelen verkopen. Verder is er een winkelcentrum en zijn er restaurants en bars.
Het Spaanse dorp heeft 117 gebouwen uit bijna alle Spaanse autonome regio's, op La Rioja en de Canarische Eilanden na. De eerste omdat die in 1929 geen aparte autonome regio was en de tweede omdat de vier ontwerpers om financiële redenen niet in staat waren om ze te bezoeken.

### Monumenten en gebouwen
Enkele van de 117 gebouwen:
- Calle Cuna - Arcos de la Frontera, Andalusië
- Torre de Utebo - Utebo, Aragón
- Cangues d'Onís - Cangas de Onís, Asturië
- Casa Barreda - Santillana del Mar, Cantabrië
- El mirador - Sigüenza, Castilië-La Mancha
- Puerta de San Vicente - Ávila, Castilië en León
- Navalcarnero, Madrid
- Casa de los Celdrán - Murcia
- Las Arcadas - Sangüesa - Navarra
- Caserío Casa Arteche - Erandio, Baskenland
- Casa Son Berga - Palma de Mallorca, Balearen
- Paço de los Fefinhas - Cambados, Galicië
- Palacio de los Golfines de Abajo - Cáceres, Extremadura
- La Jana - Castellón, Valencia
- Monasterio románico de Sant Miquel, Vallès Oriental, Catalonië

| Romaanse kerk |  | Muzikanten in het dorp |
| Romaanse kerk |  | Muzikanten in het dorp |

## Museum Fran Daurel

Museum Fran Daurel

Het Museum Fran Daurel toont een privécollectie met werken van hedendaagse Spaanse kunstenaars. Er zijn schilderijen, beeldhouwwerken, wandtapijten, tekeningen en keramiek ondergebracht. Verder is er nog een beeldentuin met 41 grote sculpturen.
In het museum Fran Daurel worden werken van Picasso uit de jaren vijftig en zestig getoond. Hij maakte keramiek op zowel de traditionele als op eigen wijze. In zijn werk drukte hij door middel van primaire kleuren vaak vreugde uit, maar ook door er vaak dieren of lachende gezichten in af te beelden.

## Theater
Verder is er nog een theater voor kinderen met theater, dans, muziek, clowns, enz. Ook zijn er vaak optredens van de theaterschool van Barcelona.